# Tympanocryptis gigas
Tympanocryptis gigas — вид ігуаноподібних ящірок родини агамових (Agamidae). Ендемік Австралії.

## Поширення і екологія
Tympanocryptis gigas мешкають в регіоні Гаскойн на заході Західної Австралії. Вони живуть в кам'янистих пустелях.